# Sphindus
Sphindus es un género de coleóptero de la familia Sphindidae.

## Especies
Las especies de este género son:
- Sphindus americanus
- Sphindus amplithorax
- Sphindus brevis
- Sphindus carbonarius
- Sphindus castaneipennis
- Sphindus crassulus
- Sphindus cubensis
- Sphindus dubius
- Sphindus himalayanus
- Sphindus kiesenwetteri
- Sphindus madecassus
- Sphindus major
- Sphindus rendilianus
- Sphindus semirufus
- Sphindus trinifer